# 4-швидкість
У фізиці, зокрема в спеціальній і загальній теоріях відносності, 4-швидкість (або чотиришвидкість) — 4-вектор у чотиривимірному просторі-часі, релятивістський аналог швидкості, яка є тривимірним вектором у просторі.
Фізичні події відповідають математичним точкам у часі та просторі, сукупність яких разом утворює математичну модель фізичного чотиривимірного простору-часу. Історія об'єкта відстежує криву в просторі-часі, називану його світовою лінією. Якщо об'єкт має масу, а отже його швидкість обов'язково менша за швидкість світла, світову лінію можна параметризувати власним часом об'єкта. 4-швидкість — це швидкість зміни 4-положення відносно власного часу вздовж кривої. Швидкість, навпаки, — це швидкість зміни положення об'єкта в (тривимірному) просторі, як його бачить спостерігач, відносно часу спостерігача.
Величина 4-швидкості об'єкта, тобто величина, отримана застосуванням метричного тензора g до 4-швидкості U, тобто {\displaystyle \lVert {\mathbf {U}}\rVert ^{2}={\mathbf {U}}\cdot {\mathbf {U}}=g_{\mu \gamma }U^{\gamma }U^{\mu }}, завжди дорівнює ±c2, де c — швидкість світла. Застосування знака плюс чи мінус залежить від вибору метричної сигнатури. Для нерухомого об'єкта його 4-швидкість паралельна напрямку координати часу з U0 = c. Отже, 4-швидкість — нормалізований напрямлений у майбутнє часоподібний дотичний вектор до світової лінії та є контраваріантний вектор. Хоча це вектор, додавання двох 4-швидкостей не дає 4-швидкості: простір 4-швидкостей сам по собі не є векторним простором.

## Швидкість
Шлях об'єкта в тривимірному просторі (в інерційній системі відліку) можна виразити через три функції просторової координати xi(t) від часу t, де i — індекс, який набуває значень 1, 2, 3.
Три координати утворюють тривимірний радіус-вектор, який можна записати як вектор-стовпець{\displaystyle {\vec {x}}(t)={\begin{bmatrix}x^{1}(t)\\[0.7ex]x^{2}(t)\\[0.7ex]x^{3}(t)\end{bmatrix}}\,.}Складові швидкості {\displaystyle {\vec {u}}} (дотичної до кривої) в будь-якій точці світової лінії дорівнюють{\displaystyle {\vec {u}}={\begin{bmatrix}u^{1}\\u^{2}\\u^{3}\end{bmatrix}}={\frac {d{\vec {x}}}{dt}}={\begin{bmatrix}{\tfrac {dx^{1}}{dt}}\\{\tfrac {dx^{2}}{dt}}\\{\tfrac {dx^{3}}{dt}}\end{bmatrix}}.}Кожна складова записується просто{\displaystyle u^{i}={\frac {dx^{i}}{dt}}}

## Теорія відносності
У теорії відносності Ейнштейна шлях об'єкта, що рухається відносно певної системи відліку, визначають чотири функції координат xμ(τ), де μ — індекс простору-часу, який має значення 0 для часоподібної складової, та 1, 2, 3 для простороподібних координат. Нульова складова визначається як часова координата, помножена на c,{\displaystyle x^{0}=ct\,,}Кожна функція залежить від одного параметра τ, який називають її власним часом. Як вектор-стовпець:{\displaystyle \mathbf {x} ={\begin{bmatrix}x^{0}(\tau )\\x^{1}(\tau )\\x^{2}(\tau )\\x^{3}(\tau )\\\end{bmatrix}}\,.}

### Уповільнення часу
З уповільненням часу диференціали координатного часу t і власного часу τ пов'язані між собою{\displaystyle dt=\gamma (u)d\tau }де фактор Лоренца ,{\displaystyle \gamma (u)={\frac {1}{\sqrt {1-{\frac {u^{2}}{c^{2}}}}}}\,,}є функцією евклідової норми u тривимірного вектора швидкості {\displaystyle {\vec {u}}}:{\displaystyle u=\left\|\ {\vec {u}}\ \right\|={\sqrt {\left(u^{1}\right)^{2}+\left(u^{2}\right)^{2}+\left(u^{3}\right)^{2}}}\,.}

### Визначення 4-швидкості
4-швидкість — 4-вектор, дотичний до часоподібної світової лінії. 4-швидкість {\displaystyle \mathbf {U} } в будь-якій точці світової лінії {\displaystyle \mathbf {X} (\tau )} визначається як:{\displaystyle \mathbf {U} ={\frac {d\mathbf {X} }{d\tau }}}де {\displaystyle \mathbf {X} } — 4-положення, {\displaystyle \tau } — власнний час.
4-швидкість, визначена тут за допомогою власного часу об'єкта, не існує для світових ліній безмасових об'єктів, таких як фотони, що рухаються зі швидкістю світла; також її не визначено для тахіонних світових ліній, де дотичний вектор простороподібний.

### Складові 4-швидкості
Зв'язок між часом t і часовою координатою x0 визначається формулою{\displaystyle x^{0}=ct.}Взявши похідну від за власним часом τ, знаходимо складову швидкості Uμ для μ = 0:{\displaystyle U^{0}={\frac {dx^{0}}{d\tau }}={\frac {d(ct)}{d\tau }}=c{\frac {dt}{d\tau }}=c\gamma (u)}і для інших 3 складових за власним часом отримуємо складові швидкості Uμ для μ = 1, 2, 3:{\displaystyle U^{i}={\frac {dx^{i}}{d\tau }}={\frac {dx^{i}}{dt}}{\frac {dt}{d\tau }}={\frac {dx^{i}}{dt}}\gamma (u)=\gamma (u)u^{i}}де ми використали правило диференціювання складеної функції та зв'язки{\displaystyle u^{i}={dx^{i} \over dt}\,,\quad {\frac {dt}{d\tau }}=\gamma (u)}Таким чином, знаходимо для 4-швидкості {\displaystyle \mathbf {U} }:{\displaystyle \mathbf {U} =\gamma {\begin{bmatrix}c\\{\vec {u}}\\\end{bmatrix}}.}У стандартній 4-векторній нотації це:{\displaystyle \mathbf {U} =\gamma \left(c,{\vec {u}}\right)=\left(\gamma c,\gamma {\vec {u}}\right)}де {\displaystyle \gamma c} — часова складова, {\displaystyle \gamma {\vec {u}}} — просторова складова.
З точки зору синхронізованих годинників і лінійок, пов'язаних із певною ділянкою плоского простору-часу, три простороподібні складові 4-швидкості визначають власну швидкість рухомого об'єкта {\displaystyle \gamma {\vec {u}}=d{\vec {x}}/d\tau }, тобто швидкість, з якою відстань долається в еталонній системі відліку за одиницю власного часу, що минув на годиннику, який рухається з об'єктом.
На відміну від більшості інших 4-векторів, 4-швидкість має не 4, а лише 3 незалежні складові {\displaystyle u_{x},u_{y},u_{z}}. Коефіцієнт {\displaystyle \gamma } є функцією тривимірної швидкості {\displaystyle {\vec {u}}}.
Коли деякий скаляр Лоренца помножити на 4-швидкість, то отримаємо новий фізичний 4-вектор, який має 4 незалежні складові.
Наприклад:
- 4-імпульс:

{\displaystyle {\mathbf {P}}=m_{0}{\mathbf {U}}=\gamma m_{0}\left(c,{\vec {u}}\right)=m\left(c,{\vec {u}}\right)=\left(mc,m{\vec {u}}\right)=\left(mc,{\vec {p}}\right)=\left({\frac {E}{c}},{\vec {p}}\right),}
де {\displaystyle m_{o}} — маса спокою
- Густина 4-струму:

{\displaystyle {\mathbf {J}}=\rho _{0}{\mathbf {U}}=\gamma \rho _{0}\left(c,{\vec {u}}\right)=\rho \left(c,{\vec {u}}\right)=\left(\rho c,\rho {\vec {u}}\right)=\left(\rho c,{\vec {j}}\right)}
Фактично, коефіцієнт {\displaystyle \gamma } поєднується зі скалярним членом Лоренца і утворює 4-ту незалежну складову{\displaystyle m=\gamma m_{o}}і{\displaystyle \rho =\gamma \rho _{o}.}

### Величина
Використовуючи диференціал 4-положення в системі спокою, за допомогою метрики Мінковського зі сигнатурою (−, +, +, +) можна отримати величину 4-швидкості:{\displaystyle \left\|\mathbf {U} \right\|^{2}=\eta _{\mu \nu }U^{\mu }U^{\nu }=\eta _{\mu \nu }{\frac {dX^{\mu }}{d\tau }}{\frac {dX^{\nu }}{d\tau }}=-c^{2}\,,}Коротше кажучи, величина 4-швидкості будь-якого об'єкта завжди є фіксованою сталою:{\displaystyle \left\|\mathbf {U} \right\|^{2}=-c^{2}}У рухомій системі відліку така сама норма:{\displaystyle \left\|\mathbf {U} \right\|^{2}={\gamma (u)}^{2}\left(-c^{2}+{\vec {u}}\cdot {\vec {u}}\right),}так що:{\displaystyle -c^{2}={\gamma (u)}^{2}\left(-c^{2}+{\vec {u}}\cdot {\vec {u}}\right),}що зводиться до визначення фактора Лоренца.

## Виноски
Коментарі
1. ↑  Технічно чотиривектор слід розглядати як такий, що міститься в дотичному просторі точки простору-часу, а сам простір-час моделюється як гладкий многовид. Ця особливість важлива в загальній теорії відносності.
2. ↑  Множина чотиришвидкостей є підмножиною дотичного простору (який є векторним простором) у події. Назва чотиривектор випливає з поведінки під час перетворень Лоренца, а саме під яким конкретним представленням вони перетворюються.

Примітки
1. ↑  McComb, W. D. (1999). Dynamics and relativity. Oxford [etc.]: Oxford University Press. с. 230. ISBN 0-19-850112-9.